# NGC 1315
NGC 1315 is een balkspiraalstelsel in het sterrenbeeld Eridanus. Het hemelobject werd op 13 november 1835 ontdekt door de Britse astronoom John Herschel.

## Synoniemen
- PGC 12671
- ESO 548-3
- MCG -4-9-2
- NPM1G -21.0118